# KAMAKURA TO SENEGAL
『KAMAKURA TO SENEGAL SOUTHERN ALL STARS avec TOURÉ KUNDA』は、1985年の秋にサザンオールスターズが行ったツアーライブである。スタジアムを中心に4か所で8公演を行った。

## 解説
アルバム『KAMAKURA』の楽曲を中心としたスタジアムが中心のツアーライブ。ライブにはサザンのほか、セネガルからTOURÉ KUNDAが駆けつけてきた。また、キーボード・原由子は産休のためライブには参加せず、代わりにコーラスとしてEPOが参加した。
西武ライオンズ球場公演の一部が『LIVE IN 西武球場』と題されTBSで放送された。

## 演奏曲
1. いとしのエリー
2. Happy Birthday
3. 真昼の情景 (このせまい野原いっぱい)
4. 愛する女性(ひと)とのすれ違い
5. 欲しくて欲しくてたまらない
6. 吉田拓郎の唄
7. 顔
8. 死体置場でロマンスを
9. 悲しみはメリーゴーランド
10. 夕陽に別れを告げて
11. よどみ萎え、枯れて舞え
12. メロディ (Melody)
13. 古戦場で濡れん坊は昭和のHero
14. マチルダBABY
15. Bye Bye My Love (U are the one)
16. Computer Children
17. Brown Cherry
18. ミス・ブランニュー・デイ (MISS BRAND-NEW DAY)
19. 勝手にシンドバッド
20. 怪物君の空

アンコール
1. 夕方 Hold On Me
2. テンケレンケ
3. Big Star Blues (ビッグスターの悲劇)
オフィシャルサイトのLIVE DATAには存在しないものの、西武ライオンズ球場で演奏された映像が「SPACE MOSA」に収録されている。

1. Ya Ya (あの時代を忘れない)